# Berrill-hipotézis
A Berrill hipotézis a gerinchúrosok kialakulásának és rokonsági viszonyainak egy lehetséges magyarázata
Norman John Berrill (1903 - 1996) angol tengerbiológus elmélete szerint az ős egy helyt ülő – a mai tapogatókoszorúsokhoz hasonló – élőlény volt. Nyeles testű volt és táplálkozásra a karjait használta. Ez volt a tüskésbőrűek (Echinodermata) és a gerinchúrosok (Chordata) közös őse, a két csoport ez után válhatott el egymástól. A tüskésbőrűek ősei hasonlóak maradtak (ősi tengeri liliom szerű), míg a gerinchúros törzsfejlődési vonalon nagyobb változás történt.
Ez utóbbi vonalon a karok visszafejlődtek. Ezt követhette a gerinchúrosok és a félgerinchúrosok (Hemichordata) szétválása. A félgerinchúrosok ősei előbb lettek mozgékony élőlények (féregszerűek). A gerinchúrosok ősei ekkor még szesszilisek (aljzathoz rögzültek) maradtak, az előbelük kiszélesedett és kialakult a kopoltyúbél. Így a korábbi karokkal való táplálkozásról kopoltyúkkal szűrögető életmódra tértek át. 
A helyt ülő szűrögető gerinchúrosok mozgékony lárvával szaporodhattak.  Neoténiával (lárvakori szaporodás) alakulhattak ki a fejgerinchúros (Cephalochordata) és gerinces (Vertebrata) törzsfejlődési vonalak. (Együtt ezek a „valódi gerinchúrosok” Euchordata monofiletikus csoport.)  Ahol megmaradt a szabályos fejlődés (neoténia nem lépett fel), azokból alakulhattak ki a mai előgerinchúrosok (Urochordata vagy korábbi néven zsákállatok Tunicata).